# 21785 Mechain
Mechain (asteroide 21785) é um asteroide da cintura principal, a 2,3011498 UA. Possui uma excentricidade de 0,1714169 e um período orbital de 1 690,46 dias (4,63 anos).
Mechain tem uma velocidade orbital média de 17,87262424 km/s e uma inclinação de 18,66757º.
Este asteroide foi descoberto em 21 de Setembro de 1999 por Miloš Tichý.
O seu nome é uma homenagem ao astrônomo e geógrafo francês Pierre Méchain.